# الحديقة الوطنية جبيل
الحديقة الوطنية جبيل هي أكبر الحدائق الوطنية بالبلاد التونسية، إذ أنّها تغطّي مساحة 150 ألف هكتار . تقع على بعد حوالي 70 كم جنوب مدينة دوز، وتتبع إداريّا ولاية قبلي. وقد أنشئت هذه الحديقة سنة 1994.
تمثّل هذه الحديقة وسطا ذا طابع صحراوي حيث تعيش الحيوانات والنّباتات في ظروف قصوى تكون عادة فيها مهدّدة بأخطار شتّى.

## أجزاء الحديقة
يمكن ملاحظة أنّ المجال الشّاسع الّذي تحتلّه هذه الحديقة ينقسم إلى 3 وحدات رئيسيّة :

- سلسلة جبليّة صغيرة، لا يتجاوز ارتفاعها 220م، تمتدّ على مساحة 4000 هكتار. ويرجّح أن اسم جبيل ينسب لها، كتصغير لكلمة جبل.

- مراعي صحراوية تنتشر على مساحة تقدّر بـ18 ألفا و400 هكتار

- العرق الشرقي الكبير، و يمسح هذا الجزء من الحديقة 127 ألفا و800 هكتار

## الغطاء النباتي
بحكم أنّنا نتحدّث عن وسط صحراوي، فإنّ وجود النّباتات قليل هنا.
وتتنوّع هذه النّباتات القليلة حسب نوع الأرض : إذ تظهر بالتربة العميقة حول السلسلة الجبلية سباسب العرفج وبالتربة الضعيفة سباسب الغزدير، وفي الجبل تغيب الشجيرات تماما وتحل محلها نباتات برعمية قصيرة كالعزم والحراد والعجرم. وفي المنخفضات تنتشر نباتات الباقل واللبينة والعليق.

وتقوم إدارة الحديقة بغراسة بعض النباتات الصحراوية التي تم اقتناؤها من المنبت الجهوي بقبلي مثل الرتم الدي يتم سقيه باستمرار قصد التحصل بسرعة على بذور تتم زراعتها لاحقاً في الأوساط الكثيبيّة التي تفتقر إلى هذا النبات. وهذه حلقة ناقصة لربط السلسلة الغذائية المكسورة.

## الثروة الحيوانية
تحتوي حديقة جبيل على فصائل نادرة تمتلك قدرة على التأقلم والتحمل في وسط طبيعي قاس تقل فيه المياه والنباتات، ونذكر منها الغزال الجبلي والفنك وثعلب الصحراء وطائر الحبارى.
وفي المقابل، تعتبر هذه الظّروف ملائمة لتكاثر عدد كبير من الزواحف كالعظاءات والحيات والأفاعي ومن اللافقاريات كذلك، وعلى رأسها العقارب. هذا إضافة إلى تواجد أنواع أخرى مختلفة في الحديقة كالأرنب البري واليربوع ومها أبي حراب والحجل والنعام.
كما تحاول إدارة الحديقة إعادة توطين مها أبي عدس.
عديد الحيوانات الأخرى كانت تعيش في هذا المجال سابقا وقد انقرضت تماما، وأبرز هذه الحيوانات الفهد الصحرواي الّذي شوهدت آثاره في هذه المنطقة آخر مرّة سنة 1975.